# Ібрагім Ісмаїл
Султан Ібрагім Ісмаїл ібн Альмахрум Султан Іскандар Аль-Хадж (22 листопада 1958 , Джогор-Бару, Малайська Федерація ) — 25-й султан Джохора (з 23 січня 2010 року), старший син та наступник султана Джохора Іскандара (1932—2010). Обраний у 2023 році Верховним правителем (Янг ді-Пертуан Агонг) Малайзії,

обійняв цю посаду 31 січня 2024 року).

Мотоцикліст-ентузіаст Султан Ібрагім, засновник щорічного туру мотоспорту «Кембара Махота Джохор».

## Раннє життя
Султан Ібрагім Ісмаїл народився 22 листопада 1958 року, старший син Султана Іскандара від його першої дружини, англійки Жозефіни Рубі Треворроу, з міста Торкі у графстві Девон.

Султан Іскандар (тоді Тунку Махмуд) познайомився з нею ще під час навчання в Англії.
Після розлучення із Султаном Іскандаром його мати вдруге вийшла заміж і нині мешкає в Англії.

Тунку Ібрагім народився у лікарні Султанах Амінах у місті Джохор-Бару.
У 1968—1970 роках навчався в гімназії Триніта в Сіднеї (Австралія).
Після закінчення навчання, він був відправлений в Пусат-Латіхан-Тентера-Дарат (Пулада) до Кота-Тінггі для проходження початкової військової підготовки.
Він також здобув військову підготовку в США (Форт Мур, штат Джорджія, і Форт-Брегг, штат Північна Кароліна).

Тунку Ібрагім Ісмаїл здобув титул «Тунку Махота Джохор» 4 липня 1981 року
,
з того часу він проживав, переважно, в королівському палаці Істана-Пазір-Пелангі.

Тунку Ібрагім був регентом Джохор 26 квітня 1984 — 25 квітня 1989 рр., коли його батько обіймав посаду «Янг ді-Пертуана Агонга Малайзії».
.
Останніми роками Тунку Ібрагім поступово перейняв частину державних функцій свого старіючого батька.

## Султан Джохора
За кілька годин до смерті батька, 22 січня 2010 року, Тунку Ібрагім був призначений регентом Джохора.
Султан Іскандар помер тієї ж ночі, а Тунку Ібрагім був проголошений султаном Джохора наступного ранку.
Ментері Бесар (головний міністр) Джохора Абдул Гані Осман заявив, що новий султан Ібрагім та інші члени королівської родини проведуть у жалобі 40 днів.

Під час жалоби Султан Ібрагім вперше відвідав конференцію малайських керівників у лютому 2010 року як султан Джохору.

Коронація нового султана Джохора відбулася 23 березня 2015 року.

З 2015 року 23 березня вважається щорічним державним та громадським святом як офіційний день народження султана, замінивши державне свято 22 листопада, фактичний день народження султана.

Султан Джохора є старшим полковником групи спеціальної служби малайської армії GGK (Grup Gerak Khas) та головнокомандувачем королівських збройних сил султанату Джохор.

### На чолі Малайзії
27 жовтня 2023 року на засідання Ради правителів Малайзії у столиці його обрали сімнадцятим королем Малайзії.
В останній день січня 2024 султан Джохора зійшов на престол як король Малайзії.

## Шлюб та діти
Султан Ібрагім одружився 1982 року з Пермаїзурі Раджа Заріт Софією (нар. 1959), дочкою султана Перака Ідріса Шаха II.

У них шестеро дітей.

## Нагороди
Має цілу низку нагород не лише рідного штату, а й інших штатів Малайзії, а також деяких азійських держав.